# کیتارو ناکامورا
کیتارو ناکامورا (انگلیسی: Keita Nakamura؛ زادهٔ ۲۲ مهٔ ۱۹۸۴) ورزشکار هنرهای رزمی ترکیبی اهل ژاپن است.